# Stazione di Oku (Tokyo)
La Stazione di Oku (尾久駅?, Oku-eki) è una stazione ferroviaria di Tokyo e si trova a Kita. La stazione è servita dalla linea Takasaki sulla linea principale Tōhoku.

## Storia
La stazione venne aperta nel 1929.

## Linee e servizi
- East Japan Railway Company
  - ■ Linea Takasaki
  - ■ Linea Utsunomiya

### Binari
| Bin. | Linea                                        | Destinazione                        |
| 1    | ■ Linea Utsunomiya (Linea principale Tōhoku) | Ueno                                |
| 1    | ■ Linea Takasaki                             | Ueno                                |
| 2    | ■ Linea Utsunomiya (Linea principale Tōhoku) | Ōmiya, Kuki, Utsunomiya, Kuroiso    |
| 2    | ■ Linea Takasaki                             | Ōmiya, Kumagaya, Takasaki, Maebashi |

### Stazioni adiacenti
| «                                  | Servizio         | »              |
| Linea Takasaki                     | Linea Takasaki   | Linea Takasaki |
| ---------------------------------- | ---------------- | -------------- |
| Ueno                               | Rapido Pendolari | Akabane        |
| Ueno                               | Locale           | Akabane        |
| I rapidi Urban e Rapid non fermano |                  |                |